# Résolution 1172 du Conseil de sécurité des Nations unies
Membres permanents
- Chine
- États-Unis
- France
- Royaume-Uni
- Russie

Membres non permanents
- Bahrain
- Brésil
- Costa Rica
- Gabon
- Gambie
- Japon
- Kenya
- Portugal
- Slovénie
- Suède

Résolution no 1171 Résolution no 1173
La résolution 1172 du Conseil de sécurité des Nations unies est adoptée à l'unanimité le 6 juin 1998. Après avoir pris connaissance des essais nucléaires effectués par l'Inde et le Pakistan en mai 1998, le Conseil condamne ces derniers et exige que les deux pays s'abstiennent de procéder à de nouveaux essais.

## Résolution
Le Conseil de sécurité commence par déclarer que toute prolifération d'armes nucléaires constitue une menace pour la paix et la sécurité internationales. Il s'inquiète des essais menés par l'Inde et le Pakistan et d'une éventuelle course aux armements en Asie du Sud. L'importance du Traité sur la non-prolifération des armes nucléaires (TNP), du Traité d'interdiction complète des essais nucléaires (TICE) et du démantèlement des armes nucléaires est soulignée.
Le Conseil de sécurité condamne l'essai indien Pokhran-II des 11 et 13 mai et l'essai pakistanais Chagai-I des 28 et 30 mai. Il exige que les deux pays cessent immédiatement les essais et demande à tous les pays de ne plus effectuer d'essais d'armes nucléaires. L'Inde et le Pakistan sont également invités à faire preuve de retenue, à s'abstenir de toute provocation et à reprendre le dialogue. Les deux pays sont aussi invités à cesser leurs programmes d'armes nucléaires et à cesser de développer des missiles balistiques et des matières fissiles. Tous les pays sont instamment priés d'interdire l'exportation d'équipements, de matériaux ou de technologies qui pourraient de quelque manière que ce soit aider les programmes dans l'un ou l'autre pays. La résolution reconnait que les essais constituent une menace sérieuse pour la non-prolifération et le désarmement.
En échange de la fin de leurs programmes nucléaires, le Conseil de sécurité propose d'aider au règlement du conflit du Cachemire.

## Réactions
Les deux pays concernés réagissent avec colère à l'adoption de la résolution, le ministre indien des Affaires étrangères la qualifie de « coercitive et inutile » tandis que le Pakistan déclare que la présence d'armes nucléaires en Asie du Sud est désormais un fait. Cependant, le gouvernement indien note que « le Conseil de sécurité de l'ONU a reconnu que le dialogue bilatéral doit être la base des relations indo-pakistanaises et que des solutions mutuellement acceptables doivent être trouvées pour les questions en suspens, y compris le Cachemire. Cela est conforme à notre position ».